# Стржижовский, Лев Фёдорович
Лев Фёдорович Стржижо́вский (1930, СССР — 26 октября 2003, Москва, Россия) — советский и российский журналист-международник, писатель, публицист и историк, специалист по истории прессы послевоенной Германии. Доктор исторических наук, профессор.

## Биография
Родился в 1930 году.
Начинал журналистскую деятельность в качестве собственного корреспондента «Комсомольской правды». В 1971 — 1991 годах работал в газете «Правда», где в разное время был ответственным секретарём отдела зарубежной информации, заместителем редактора отдела международной информации и заместителем ответственного секретаря редакции.
Окончил Академию общественных наук при ЦК КПСС и Институт публицистики Мюнстерского университета.
В начале 1970-х годов был избран деканом факультета журналистики МГИМО. В постсоветское время стал профессором кафедры социологии Московского международного университета.
В 1988 году в МГУ имени М. В. Ломоносова защитил диссертацию на соискание учёной степени доктора исторических наук по теме «Концерн Шпрингера и его роль в формировании общественного мнения ФРГ (1946—1985 гг.)» (специальность 07.00.10 — история науки и техники)
Член Международного института мира в Вене.
Умер 26 октября 2003 года в Москве после продолжительной болезни. 29 октября в ритуальном зале морга Московского городского научно-исследовательского института скорой помощи имени Н. В. Склифосовского прошла гражданская панихида.
Является автором 13 книги изданных как в СССР и России, так и за рубежом.

## Научные труды

### Монографии
- Стржижовский Л. Ф. Встречи на Рейне. — М.: Знание, 1971. — 93 с.
- Стржижовский Л. Ф. Деньги — господа. — 2-е изд., доп. и перераб. — М.: Знание, 1974. — 158 с.  — (Прочти, товарищ!) 100000 экз.
- Стржижовский Л. Ф. Стреляет пресса Шпрингера. — М.: Политиздат, 1978. — 80 с. — (Владыки капиталистического мира). 300000 экз.
- Стржижовский Л. Ф. ФРГ: на правом фланге. — М.: Советская Россия, 1983. — 109 с. — (По ту сторону)
- Стржижовский Л. Ф. Под невидимым прицелом. — М.: Политиздат, 1984. — 212 с. — (Империализм: события, факты, документы).
- Стржижовский Л. Ф. Ради мира на земле: Для ст. возраста / Худож. В. Тогобицкий. — М. : Детская литература, 1986. — 126 с. 100000 экз.
- Стржижовский Л. Ф. Под невидимым прицелом: Пер. с рус. — Кишинёв: Картя молдовеняскэ, 1987. — 284 с. — (Империализм: события, факты, документы).
- Стржижовский Л. Ф. Силуэты Гамбурга. — М. : Советская Россия, 1989. — 128 с. — (По ту сторону) ISBN 5-268-00994-X
- Стржижовский Л. Ф., Чехов И. В. Визитная карточка страны: Почтовые марки : Для сред. и ст. шк. возраста / Предисл. В. В. Горбатко; Худож. В. Н. Белоногов.  — М.: Детская литература, 1990. — 288 с. ISBN 5-08-000790-7

### Статьи
- Стржижовский Л. Ф. Друзья из ГДР прислали пархомовцам подарок — редкий фарфор // Культура и жизнь. — 1963.
- Стржижовский Л. Ф. «Чрево ещё ужаснее...» [О системе высшего образования и студенческих выступлениях в ФРГ. Очерк] // Молодая гвардия. — 1969. — № 6. — С. 242—285
- Стржижовский Л. Ф. Телега застряла на полпути... [О правительственной реформе образования в ФРГ) // Учительская газета, 11.09.1973
- Стржижовский Л. Ф. На родине Эрнста Тельмана // Юность. — 1986. — Вып. 1-6
- Стржижовский Л. Ф. Из дальних странствий возвратясь // Огонёк. — 1988. — № 7
- Стржижовский Л. Ф. Предисловие // Невзлин Л. Б. «Паблик рилейшенз» — кому это нужно?: Основы учебного курса/ Предисл. Л. Ф. Стржижовского. — М.: Экономика, 1993. — 223 с.